# Matt Chico
Matthew Bryan Chico dit Matt Chico (né le 10 juin 1983 à Fullerton, Californie, États-Unis) est un lanceur gaucher des Ligues majeures de baseball Il est présentement agent libre.

## Carrière
Matt Chico est un choix de 2e ronde des Red Sox de Boston en 2001 mais choisit de ne pas signer avec l'équipe. En 2003, il est de nouveau soumis au repêchage et sélectionné en 3e ronde par les Diamondbacks de l'Arizona. Le 7 août 2006, dans une transaction n'impliquant que des lanceurs, les Diamondbacks échangent Garrett Mock et Chico aux Nationals de Washington contre Liván Hernández.
Chico fait ses débuts dans les majeures avec les Nationals le 4 avril 2007 comme lanceur partant. Il mérite sa première victoire en carrière à son 3e départ, le 16 avril face aux Braves d'Atlanta. À sa saison recrue, il amorce 31 parties, remporte 7 victoires contre 9 défaites et affiche une moyenne de points mérités de 4,63. 
En 2008, il joue 11 parties pour Washington, dont 8 comme lanceur partant, mais ne remporte aucune de ses 6 décisions, en plus de présenter une moyenne de points mérités élevée de 6,19. Renvoyé aux ligues mineures en mai, il ressent des douleurs au coude gauche et doit subir une opération qui le tient à l'écart du jeu pour le reste de l'année ainsi qu'une bonne partie de la saison 2009, où il n'apparaît dans aucune partie des majeures[réf. souhaitée].
Il participe à l'entraînement de printemps des Nationals en 2010 mais ne joue qu'un match avec eux durant la saison, avant de passer 2011 dans les ligues mineures. 
Chico rejoint en décembre 2011 les Dodgers de Los Angeles et est invité à leur entraînement de printemps de 2012. Il est libéré le 30 mars, vers la fin de l'entraînement.

## Statistiques
| Saison | Équipe     | G  | GS | CG | SHO | V | D  | SV | IP    | SO  | ERA  |
| ------ | ---------- | -- | -- | -- | --- | - | -- | -- | ----- | --- | ---- |
| 2007   | Washington | 31 | 31 | 0  | 0   | 7 | 9  | 0  | 167.0 | 94  | 4,63 |
| 2008   | Washington | 11 | 8  | 0  | 0   | 0 | 6  | 0  | 48.0  | 31  | 6,19 |
| 2010   | Washington | 1  | 1  | 0  | 0   | 0 | 0  | 0  | 5.0   | 3   | 3,60 |
| Totaux | Totaux     | 43 | 40 | 0  | 0   | 7 | 15 | 0  | 220.0 | 128 | 4,95 |

Note: G = Matches joués ; GS = Matches comme lanceur partant ; CG = Matches complets ; SHO = Blanchissages ; 
V = Victoires ; D = Défaites ; SV = Sauvetages ; IP = Manches lancées ; SO = retraits sur des prises ; ERA = Moyenne de points mérités.